# Bbox Bouygues Telecom

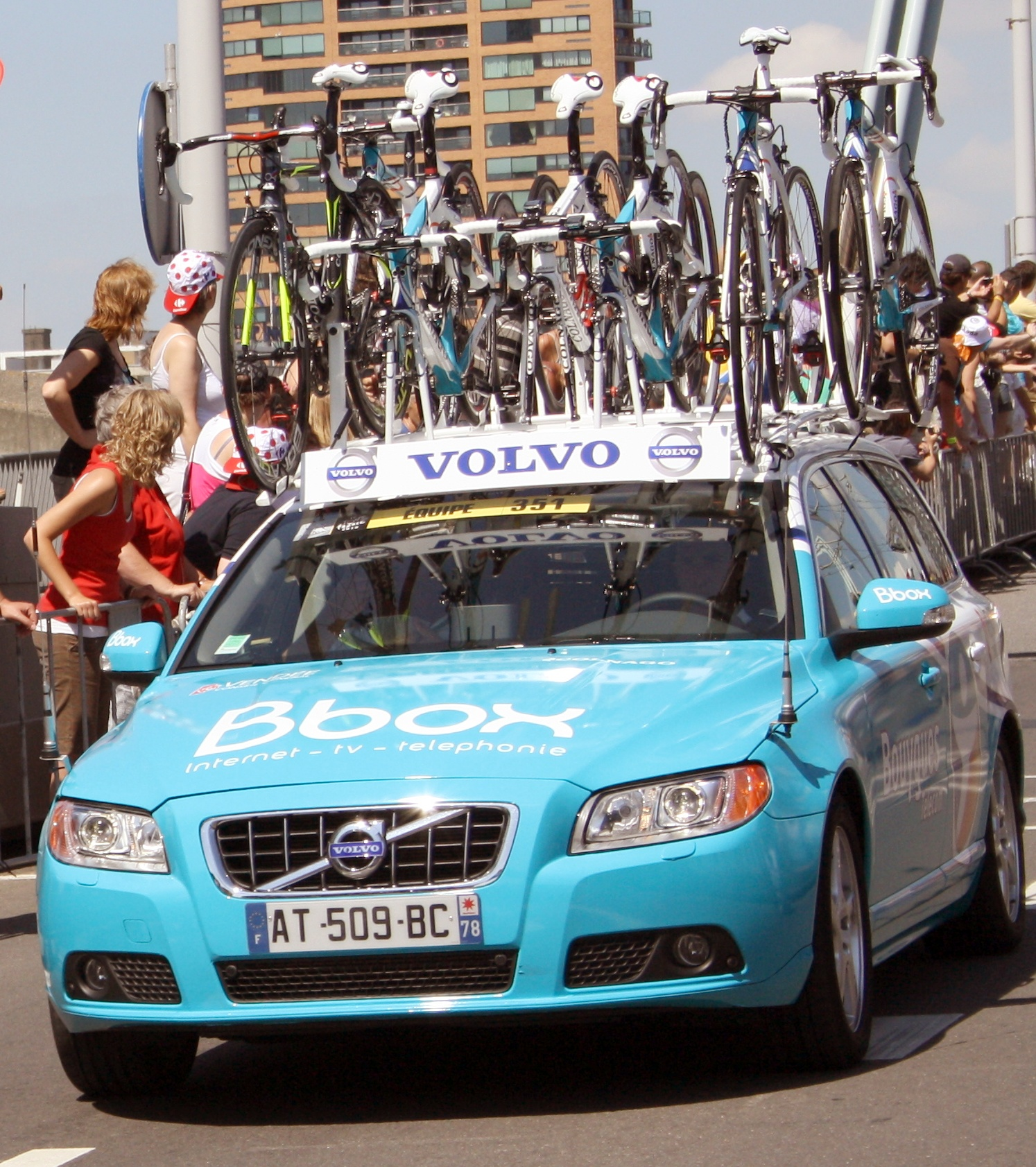
Carro de apoio da equipa Bbox Bouygues Telecom

 A Bbox Bouygues Telecom (Código UCI: BBO) é uma equipa de ciclismo de estrada profissional, inscrita no escalão UCI Continental Profissional em provas UCI Europe Tour, e em algumas provas UCI ProTour como wildcard. A equipa foi já membro do escalão ProTour, antes de ser despromovida na temporada de 2009. O seu patrocínio, a Bouygues Telecom, é uma empresa de telemóveis francesa. Anteriormente a equipa foi já conhecida como Brioches La Boulangère, Bonjour, e Bouygues Telecom.

## História
A equipa foi fundada em 1984 como System U.  A equipa desapareceu em 1985 mas regressou em 1986 sob nova gestão. Cyrille Guimard tornou-se director desportivo, tornando Laurent Fignon seu protegido. Fignon esteve perto de vencer o Tour de France 1989. Uma mudança de patrocinador em 1990 renomeou a equipa para Castorama.
Em 1992 Guimard tornou-se treinador da equipa. Em 1995, Jean-René Bernaudeau, um antigo ciclista profissional, tornou-se director da equipa. Entre 1996 e 1999 a equipa saiu da competição ao mais alto nível. Bernardeau estabeleceu uma equipa de desenvolvimento na região de Vendée, chamada Vendée U.

## Equipa actual
Em 2000, a equipa tornou-se novamente profissional, com o nome Bonjour, ainda sobre o controlo do director desportivo Bernardeu. Em 2003 a equipa tornou-se na "Brioches La Boulangère", e em 2005 em "Bouygues Telecom".  A equipa amadora Vendée U ainda actua como uma equipa de acesso à equipa profissional.
Como Bonjour e Brioches La Boulangère a equipa ganhou proeminência com jovens estrelas promissoras como Fabrice Salanson, Thomas Voeckler e Sylvain Chavanel.  A morte de Salanson devido a uma doença cardíaca, em 2003, partiu a equipa. Voeckler foi camisola amarela durante 10 dias no Tour de France 2004 como campeão francês, tornando-se um herói nacional.
A equipa compete principalmente em provas francesas e esteve perto do monopólio no campeonato nacional em vários anos. Chavanel deixou a equipa para juntar-se à Cofidis em 2005.
A 29 de Setembro de 2009 a Bbox Bouygues Telecom, tal como a Cofidis, não foram permitidas a renovar as suas licenças no ProTour devido aos maus resultados.

## Maiores resultados
2007
- 1º, GP Ouest-France, Thomas Voeckler
- 1º, Tro-Bro Léon (UCI 1.1), Saïd Haddou
- 1º, Vencedor da Classificação de Juventude do Volta do Qatar, Alexandre Pichot
- 1º, Vencedor da Classificação de Montanha da Volta à Romandie, Laurent Brochard

2008
- 1º, Étoile de Bessèges, Iouri Trofimov

2010
- 1º na classificação geral e da etapa 4, La Tropicale Amissa Bongo (Anthony Charteau)
- 1º, na etapa 5 da La Tropicale Amissa Bongo (Yohann Gène)
- 1º, na etapa 15 do Tour de France, (Thomas Voeckler)

## Equipa
Em 2010 os ciclistas da Bbox Bouygues Telecom são:
- Yukiya Arashiro
- Giovanni Bernaudeau
- Freddy Bichot
- William Bonnet
- Franck Bouyer
- Steve Chainel
- Anthony Charteau
- Mathieu Claude
- Jérôme Cousin
- Pierrick Fédrigo
- Damien Gaudin
- Cyril Gautier
- Yohann Gène
- Saïd Haddou
- Vincent Jérôme
- Guillaume Le Floch
- Laurent Lefevre}
- Alexandre Pichot
- Perrig Quemeneur
- Pierre Rolland
- Matthieu Sprick
- Yuri Trofimov
- Johann Tschopp
- Sébastien Turgot
- Thomas Voeckler
- Nicolas Vogondy†

†: Nicolas Vogondy está, desde 29 de Janeiro, não licenciado a correr devido a problemas de saúde, relacionados com arritmia cardíaca.